# Zala (miejscowość na Węgrzech)
Zala – wieś w powiecie Tab w komitacie Somogy na Węgrzech.